# Xã Norvell, Michigan
Xã Norvell (tiếng Anh: Norvell Township) là một xã thuộc quận Jackson, tiểu bang Michigan, Hoa Kỳ. Năm 2010, dân số của xã này là 2.963 người.